# Làzarevka (Primórie)
|  | Per a altres significats, vegeu «Làzarevka». |

Làzarevka (en rus: Лазаревка) és un poble del krai de Primórie, a l'Extrem Orient de Rússia, que en el cens del 2010 tenia 120 habitants.